# Васари, Колош Ференц
Ко́лош Фе́ренц Ва́сари (венг. Vaszary Kolos Ferenc; 12 февраля 1832, Кестхей, Австрийская империя — 3 сентября 1915, Балатонфюред, Австро-Венгрия) — венгерский кардинал, бенедиктинец. Архиепископ Эстергома и примас Венгрии с 13 декабря 1891 по 1 января 1913. Кардинал-священник с 16 января 1893, с титулом церкви Санти-Сильвестро-э-Мартино-ай-Монти с 15 июня 1893.

## Биография
Колош Ференц Васари родился 12 февраля 1832 года в городе Кестхей, Австрийская империя.
6 июня 1854 года в возрасте 22 лет вступил в орден Святого Бенедикта в знаменитом венгерском бенедиктинском монастыре Паннонхалма, двумя годами позже 26 мая 1856 года рукоположен в священники. Долгие годы работал в аббатстве, занимая пост сначала профессора, а затем директора гимназии при монастыре. В 1885 году стал аббатом Паннонхалмы.
13 декабря 1891 года, когда ему было уже 60 лет, Васари получил высшую церковную должность Венгрии — архиепископа Эстергома и примаса Венгрии. 7 февраля 1892 года состоялась хиротония, главным консекратором был нунций в Австрии титулярный архиепископ Никеи Луиджи Галимберти (итал. Luigi Galimberti). Епископским девизом Васари избрал фразу «Deus et Patria» (Бог и Родина).
16 января 1893 года возведён в кардиналы-священники с титулом Санти-Сильвестро-э-Мартино-ай-Монти. Участвовал в Конклаве 1903 года.
В ноябре 1912 года подал в отставку с поста архиепископа в связи с сильным ухудшением здоровья. По договору между Святым Престолом и Австро-Венгрией отставка примаса Венгрии должна была обязательно быть утверждена как папой, там и императором, что и произошло 1 января 1913 года. Васари стал архиепископом-эмеритом, а его преемником был назначен Янош Чернох. После отставки жил в Балатонфюреде.
По состоянию здоровья не смог участвовать в Конклаве 1914 года. Умер в Балатонфюреде 3 сентября 1915 года. Похоронен в аббатстве Паннонхалма.